# كاتلين كاري
كاتلين كاري (بالإنجليزية: Caitlin Cary)‏ هي كاتبة غنائية وموسيقية وعازفة كمان أمريكية، ولدت في 28 أكتوبر 1968 في سيفيل في الولايات المتحدة.

## وصلات خارجية
- الموقع الرسمي
- كاتلين كاري على موقع IMDb (الإنجليزية)
- كاتلين كاري على موقع ميوزك برينز (الإنجليزية)
- كاتلين كاري على موقع أول ميوزيك (الإنجليزية)
- كاتلين كاري على موقع ديسكوغز (الإنجليزية)